# Benahadux
Benahadux este o municipalitate din provincia Almería, Andaluzia, Spania, cu o populație de 2.924 de locuitori.